# نيمانيا ستيفانوفيتش
نيمانيا ستيفانوفيتش (بالصربية: Немања Стевановић)‏ هو لاعب كرة قدم صربي في مركز حراسة المرمى، ولد في 5 مايو 1992 في لوزنيتسا في صربيا. شارك مع منتخب صربيا تحت 21 سنة لكرة القدم. أما مع النوادي، فقد لعب مع بي أيه إس كيه بيوغراد ونادي تشوكاريتشكي.

## وصلات خارجية
- نيمانيا ستيفانوفيتش على موقع الاتحاد الأوربي (الإنجليزية)
- نيمانيا ستيفانوفيتش على موقع قاعدة بيانات كرة القدم.إي يو (الإنجليزية)
- نيمانيا ستيفانوفيتش على موقع Soccerbase.com (لاعب) (الإنجليزية)
- نيمانيا ستيفانوفيتش على موقع Soccerway.com (الإنجليزية)